# Giovanni Bianchini
Giovanni Bianchini (1410 – 1469) è stato un matematico e astronomo italiano.

## Biografia
Fu professore all'università di Ferrara e astronomo di corte di Leonello d'Este. Era in rapporto con Georg Purbach e il Regiomontano, nelle lettere al quale nel 1463/4 sono citate le sue opere Primum mobile con tavole astronomiche, Flores almagesti, Compositio instrumenti.
Bianchini fu il primo matematico d'Europa a usare frazioni decimali posizionali per le sue tabelle trigonometriche, contemporaneamente ad Al-Kashi di Samarcanda. Nel De arithmetica, parte di Flores almagesti, usa operazioni con numeri negativi e afferma una legge dei segni.
In un suo manoscritto, il Tabulae primi mobilis B, compare il più antico uso del punto decimale.
Fu probabilmente padre del produttore di strumenti Antonio Bianchino.
Gli sono stati dedicati due crateri, uno sulla Luna e uno su Marte.

## Opere

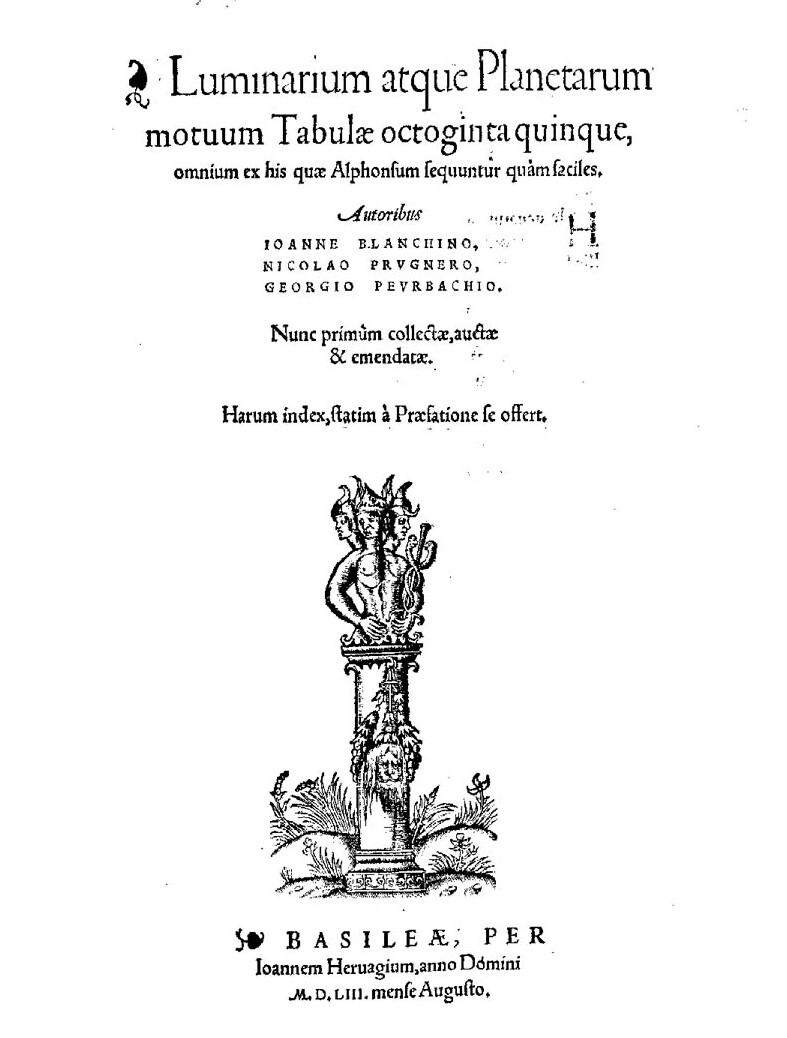
Luminarium atque planetarum motuum tabulae octoginta quinque, 1553

- (LA) Luminarium atque planetarum motuum tabulae octoginta quinque, Johann Herwagen, 1553.